# Drew Fischer
Drew Fischer (Calgary, 10 juli 1980) is een Canadees voetbalscheidsrechter. Hij is in dienst van FIFA en CONCACAF sinds 2015. Ook leidt hij sinds 2012 wedstrijden in de Amerikaanse Major League Soccer.
Op 9 juli 2012 leidde Fischer zijn eerste wedstrijd in de Amerikaanse nationale competitie. Tijdens het duel tussen New England Revolution en New York Red Bulls (2–0 voor de thuisclub) trok de leidsman driemaal de gele kaart. In internationaal verband debuteerde hij op 21 augustus 2015 tijdens een wedstrijd tussen Deportivo Saprissa en W Connection in de CONCACAF Champions League; het eindigde in 4–0 en Fischer gaf drie gele kaarten. Op 17 november 2015 leidde de Canadees zijn eerste interland, toen Saint Vincent en de Grenadines met 0–4 verloor van Guatemala. Tijdens dit duel gaf de leidsman één gele kaart.
In mei 2022 werd hij gekozen als een van de videoscheidsrechters die actief zouden zijn op het WK 2022 in Qatar.

## Interlands
| Datum            | Wedstrijd                                  | Uitslag | Competitie                          | Kreeg geel | Kreeg voor de tweede keer geel en dus rood | Weggestuurd |
| ---------------- | ------------------------------------------ | ------- | ----------------------------------- | ---------- | ------------------------------------------ | ----------- |
| 17 november 2015 | Saint Vincent en de Grenadines – Guatemala | 0 – 4   | WK 2018 kwalificatie                | 1          | 0                                          | 0           |
| 29 maart 2016    | Costa Rica – Jamaica                       | 3 – 0   | WK 2018 kwalificatie                | 1          | 0                                          | 0           |
| 25 maart 2017    | Haïti – Nicaragua                          | 3 – 1   | Gold Cup 2017 kwalificatie          | 5          | 0                                          | 0           |
| 9 juni 2017      | Mexico – Honduras                          | 3 – 0   | WK 2018 kwalificatie                | 2          | 0                                          | 0           |
| 12 juli 2017     | Panama – Nicaragua                         | 2 – 1   | Gold Cup 2017                       | 2          | 0                                          | 0           |
| 19 juli 2017     | Verenigde Staten – El Salvador             | 2 – 0   | Gold Cup 2017                       | 5          | 0                                          | 0           |
| 18 november 2018 | Nicaragua – Haïti                          | 0 – 2   | Nations League 2019/20 kwalificatie | 3          | 0                                          | 1           |
| 11 oktober 2019  | Haïti – Costa Rica                         | 1 – 1   | Nations League 2019/20              | 2          | 0                                          | 0           |
| 3 juli 2021      | Bermuda – Barbados                         | 8 – 1   | Gold Cup 2021 kwalificatie          | 5          | 0                                          | 0           |
| 9 september 2021 | Costa Rica – Jamaica                       | 1 – 1   | WK 2022 kwalificatie                | 4          | 0                                          | 0           |
| 13 november 2021 | Honduras – Panama                          | 2 – 3   | WK 2022 kwalificatie                | 5          | 0                                          | 0           |
| 31 maart 2022    | Costa Rica – Verenigde Staten              | 2 – 0   | WK 2022 kwalificatie                | 2          | 0                                          | 0           |
| 26 maart 2023    | Martinique – Costa Rica                    | 1 – 2   | Nations League 2022/23              | 1          | 0                                          | 1           |
| 27 juni 2023     | Costa Rica – Panama                        | 1 – 2   | Gold Cup 2023                       | 3          | 0                                          | 0           |
| 3 juli 2023      | Mexico – Qatar                             | 0 – 1   | Gold Cup 2023                       | 10         | 0                                          | 0           |
| 9 juli 2023      | Guatemala – Jamaica                        | 0 – 1   | Gold Cup 2023                       | 4          | 0                                          | 0           |
| 18 oktober 2023  | El Salvador – Martinique                   | 0 – 0   | Nations League 2023/24              | 4          | 0                                          | 0           |
| 25 maart 2024    | Mexico – Verenigde Staten                  | 0 – 2   | Nations League 2023/24              | 5          | 0                                          | 0           |
| 10 juni 2024     | Argentinië – Ecuador                       | 1 – 0   | Vriendschappelijk                   | 3          | 0                                          | 0           |
| 20 november 2024 | Mexico – Honduras                          | 4 – 0   | Nations League 2024/25              | 9          | 0                                          | 0           |

Laatst bijgewerkt op 27 november 2024.